# Заец, Анастасия Дмитриевна
Анастасия Дмитриевна Заец (15 мая 1918, село Рублёвка, Харьковская губерния — 2 декабря 1976, Артёмовка, Полтавская область) — колхозница, Герой Социалистического Труда (1948).

## Биография
Родилась 15 мая 1918 года в крестьянской семье в селе Рублёвка (ныне — Великая Рублёвка в Полтавском районе Полтавской области). В 1930-е годы году вступила в Артёмовский свекловодческий колхоз Полтавской области, работала рядовой колхозницей. В 1943 году после освобождения Полтавской области от немецко-фашистских войск была назначена звеньевой свекловодческого звена Артёмовского полеводческого колхоза.
В 1947 году полеводческое звено под руководством Анастасии Заец собрало по 41,22 центнера ржи с каждого гектара с участка площадью 9 гектаров. За этот доблестный труд она была удостоена в 1948 году звания Героя Социалистического Труда.
Избиралась депутатом Артёмовского сельского и Чутовского районного советов депутатов. Участвовала во всесоюзной выставке ВДНХ.
В 1973 году вышла на пенсию.
Скончалась 2 декабря 1976 года в селе Артёмовка и была похоронена на местном сельском кладбище.

## Награды
- Герой Социалистического Труда — указом Президиума Верховного Совета СССР от 30 апреля 1948 года;
- Орден Ленина (1948);
- Орден Трудового Красного Знамени;
- Медаль «За трудовую доблесть».